# Monumento a Richard Wagner (Lipsia)
Il monumento a Richard Wagner a Lipsia è stato inaugurato nel 2013 in occasione del 200° compleanno di Richard Wagner (1813-1883). È stato creato da Stephan Balkenhol (* 1957) utilizzando la base progettata 100 anni fa da Max Klinger (1857-1920).

## Posizione
Il monumento a Richard Wagner si trova sul lato nord-ovest del centro di Lipsia, negli spazi verdi del Goerdelerring come parte dell'anello del centro città (anche: Promenadenring), nel luogo che era già stato pianificato all'inizio del XX secolo. Si trova su una scalinata che portava da Fleischerplatz a Matthäi-Kirchhof. Con l'ambiente architettonico completamente mutato - dietro le scale oggi c'è un edificio per uffici che era stato precedentemente costruito per la Stasi - non ha alcun significato urbano.

## Descrizione

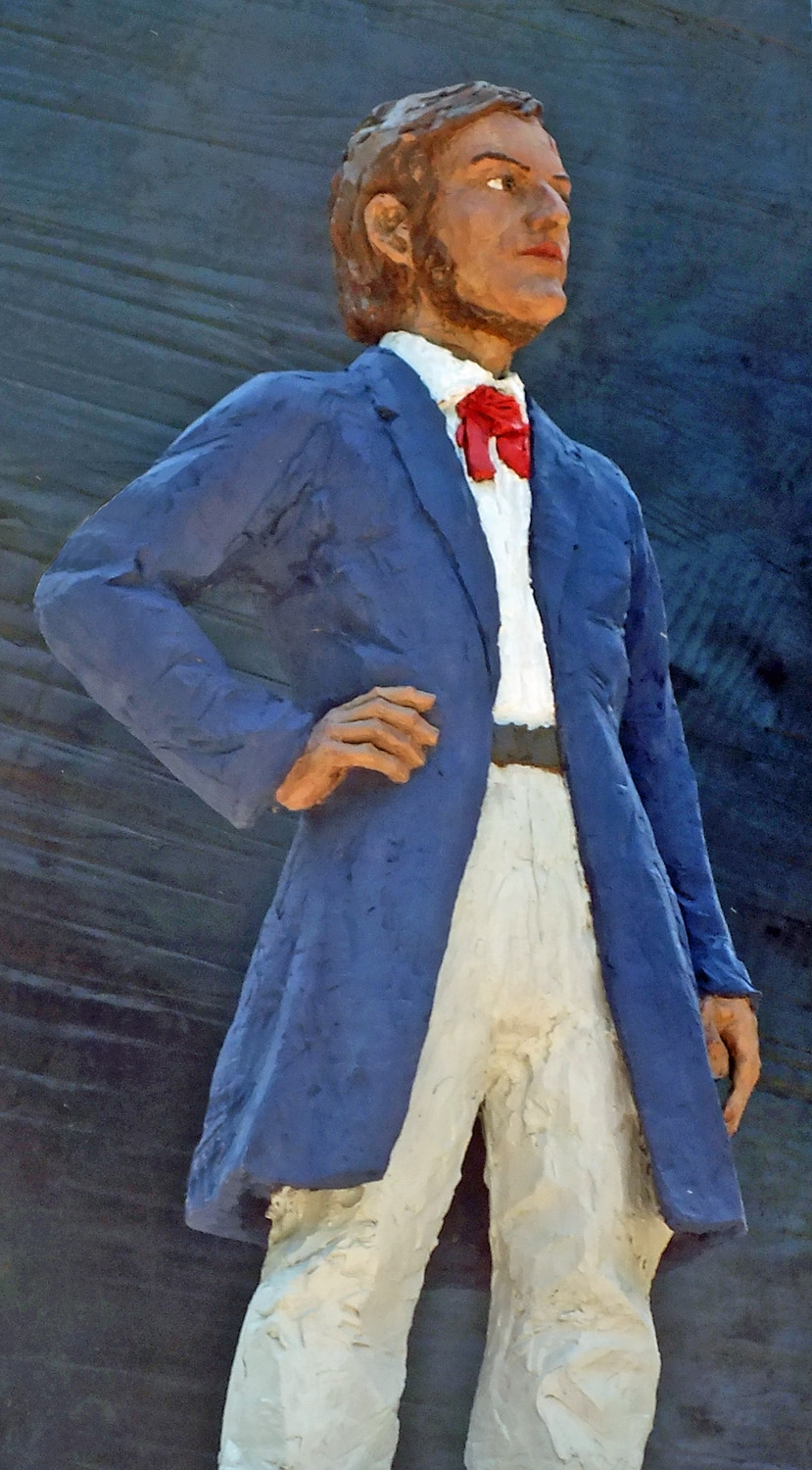
Il personaggio del giovane Wagner (2013)

Il piedistallo del monumento che poggia sulla scalinata è il parallelepipedo in marmo bianco disegnato da Max Klinger. Ha una lunghezza del bordo di 2 metri ed è alta 2,9 metri. Tre delle sue superfici laterali mostrano figure dell'opera di Richard Wagner come rilievi a grandezza naturale. Le tre fanciulle del Reno del ciclo dell'opera L'anello del Nibelungo sono raffigurate come donne svestite sul davanti. Hanno lo scopo di simboleggiare musica, poesia e dramma allo stesso tempo e quindi alludono all'impegno di Wagner per il Gesamtkunstwerk. A sinistra Sigfrido, Mimo e il drago uccisoda vedere, sulla destra il custode del Graal Parzival e il messaggero del Graal Kundry.
Il giovane Wagner si erge sulla base come una statua di bronzo colorato, alta 1,8 m, in abiti quotidiani. Perché oltre alla sua città natale, Lipsia è il luogo dei suoi anni di formazione. Dietro questa figura si erge come un'ombra alta quattro metri, una lastra di bronzo nero con il contorno del Wagner più anziano, a simboleggiare il grande lavoro della sua vita. La silhouette cita il progetto di Klinger per una statua di Richard Wagner. Lo stesso Balkenhol ha descritto il suo progetto del monumento come una parafrasi di Klinger.

## Storia
I primi tentativi di erigere un monumento a Wagner a Lipsia risalgono al 1883. Per il suo 70° compleanno, tre mesi dopo la sua morte, un comitato ha raccolto donazioni e considerato luoghi per un memoriale. Dopo alcune bozze infruttuose, un comitato commemorativo sotto il sindaco Bruno Tröndlin (1835-1908) fece appello al pubblico di Lipsia nel 1903 per le donazioni e vinse l'allora più famoso artista di Lipsia, Max Klinger, per l'esecuzione. Una prima bozza prevedeva una figura del compositore alta quattro metri in marmo bianco, racchiusa in un lungo mantello nero di stoffa pesante, che doveva stare al Teatro Vecchio. I lavori erano già in corso fino all'acquisto del blocco di marmo di Lasa era fiorente quando, nel 1911, Klinger presentò nuovi progetti all'allora sindaco Rudolf Dittrich (1855–1929). Ora una figura di Wagner alta 5,3 metri doveva essere collocata su un piedistallo alto 3 metri con rilievi sulle scale tra Fleischerplatz e Matthäikirchhof. Otto Wilhelm Scharenberg (1851-1920) ampliò questa scala secondo i piani di Klinger e, in occasione del centesimo compleanno del compositore nel 1913, quando il monumento doveva essere terminato, fu posta la prima pietra sulla scala nel sito del monumento odierno. Dopodiché, nulla è cambiato lì per molto tempo.
Klinger inviò a Lasa i modelli in gesso per i rilievi da trasferire sul piedistallo marmoreo e fece frantumare un secondo grosso blocco per la statua marmorea. Lo scoppio della prima guerra mondiale, le difficoltà finanziarie e infine la morte di Klinger nel 1920 impedirono il progresso. Il piedistallo arrivò a Lipsia nel 1924 e fu eretto nel Klingerhain, la parte meridionale del Palmengarten, dopo essere stato rielaborato dallo scultore di Lipsia ed erede di Klinger, Johannes Hartmann (1869–1952). È rimasto qui per oltre 80 anni, a volte indicato anche come "cubo porno" a causa delle fanciulle del Reno nude.
In relazione al 50º anniversario della morte di Wagner, nel 1932 fu avviato un nuovo progetto commemorativo sotto il sindaco Carl Goerdeler (1884-1945). Lo scultore Emil Hipp (1893–1965) vinse un concorso di idee. La prima pietra di quello che oggi è il "Monumento nazionale a Wagner al popolo tedesco" fu posta vicino al bacino dell'Elster il 6 marzo 1934 da Adolf Hitler (1889-1945) al fianco di Goerdeler. Le figure e i fregi realizzati da Hipp per il monumento monumentale fino al 1944 non potevano essere portati a Lipsia prima della fine della seconda guerra mondiale. Successivamente, la città di Lipsia ha respinto la loro acquisizione a causa del presunto ideologico gravami sul monumento, sebbene questi siano già stati pagati. In città è stato conservato il parco associato, il Richard-Wagner-Hain (boschetto Richard-Wagner) .
In occasione del 170º compleanno e del 100º anniversario della morte di Richard Wagner, nel 1983 nel parco dello Schwanenteich a nord del teatro dell'opera è stato eretto un busto di Richard Wagner su progetto di Max Klinger.
Nel 2005, gli ammiratori di Wagner hanno organizzato l'Associazione Richard Wagner e. V., il cui scopo era quello di completare il monumento a Klinger Wagner del 1911. Anche l'Associazione Klinger ha preso parte alla società. Nove artisti hanno presentato i loro progetti in un concorso. Nel 2011 la giuria ha scelto il progetto di Stephan Balkenhol tra gli ultimi tre rimasti in una selezione, seguito da un'accesa discussione pubblica. Nel frattempo, nel 2010, la scala demolita negli anni '70 era stata ricostruita e ad essa era stata annessa la base del monumento Klinger. Per finanziare il monumento, una parte del denaro fu raccolta attraverso la vendita di certificati di donazione, ma la maggior parte proveniva dall'artista stesso: Stephan Balkenhol ne aveva 25 realizzato piccoli repliche in bronzo del monumento, la cui vendita ha sostanzialmente finanziato il monumento.
Il 22 maggio 2013, giorno del 200º compleanno di Richard Wagner, il mounumento di Balkenhol è stato inaugurato tra applausi, ma anche scuotendo la testa.

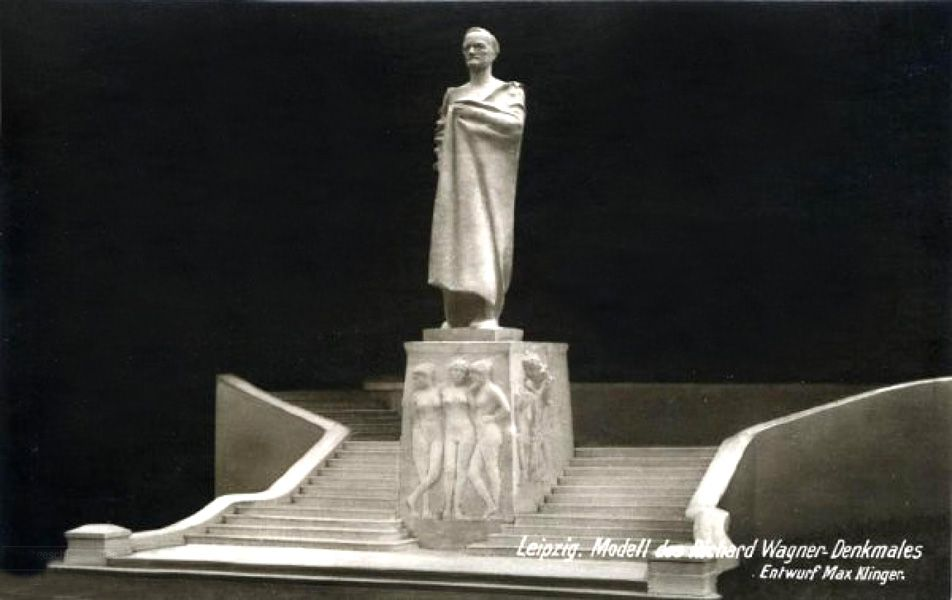
Progetto del monumento di Klinger del 1911 (cartolina del 1913 circa)
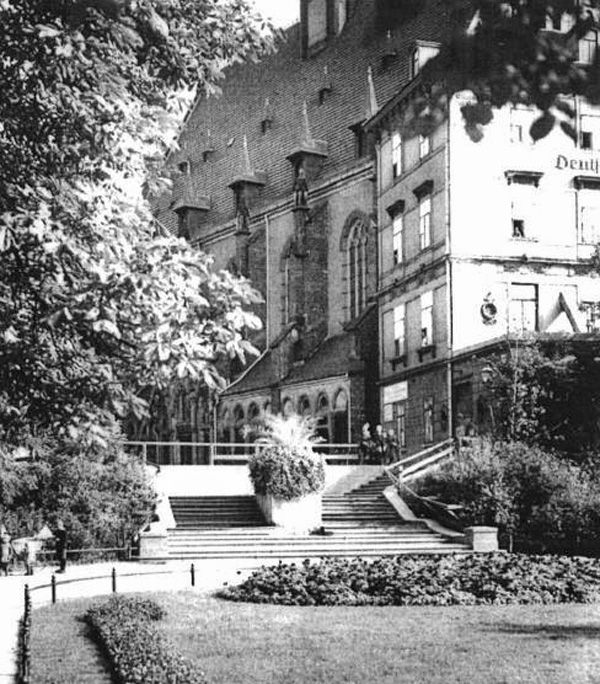
La vecchia scala commemorativa (1913)
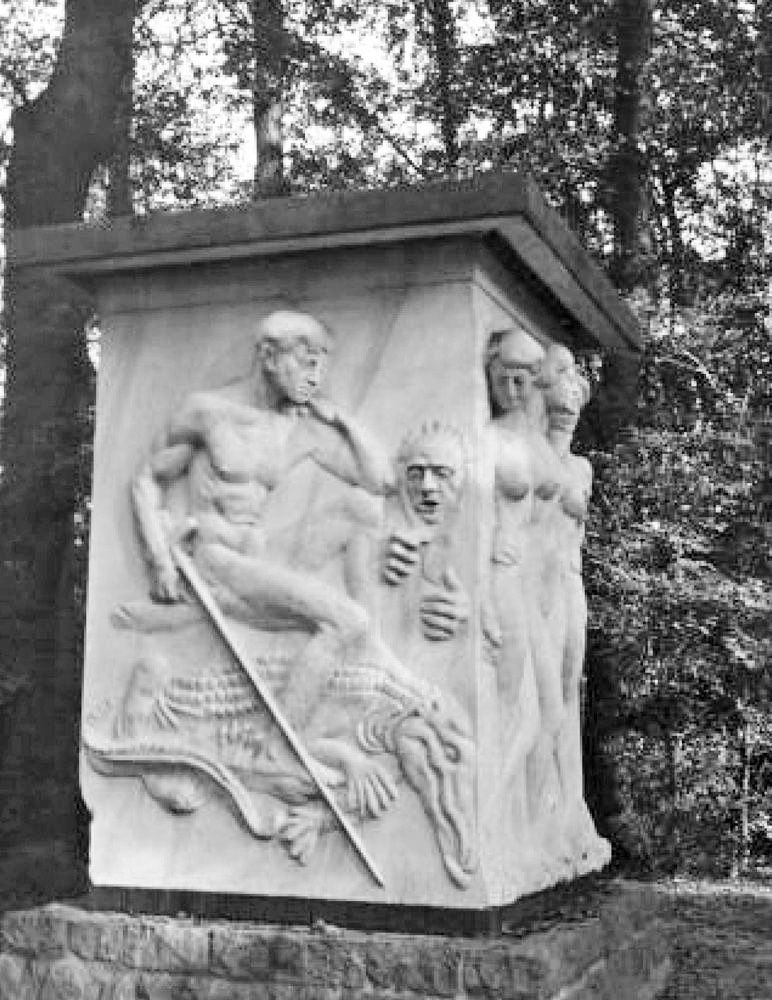
Il piedistallo commemorativo al boschetto Richard-Wagner (intorno al 1930)